# Edir Macedo
Edir Macedo Bezerra (Rio das Flores, 18 de fevereiro de 1945) é um bispo evangélico, televangelista, escritor, teólogo e empresário brasileiro. É o fundador e líder da Igreja Universal do Reino de Deus (IURD) e proprietário do Grupo Record e da Record, a segunda maior emissora de televisão do Brasil. Nascido em família católica, Edir Macedo praticou a religião durante a infância, até se converter ao protestantismo evangélico aos 19 anos. Fundou a Igreja Universal, juntamente com seu cunhado Romildo Ribeiro Soares, em julho de 1977. A partir da década de 1980, a igreja se tornaria um dos maiores grupos neopentecostais brasileiros. A Record foi comprada por Macedo em 1989, e sob seu comando, o Grupo Record viria a se tornar um dos maiores conglomerados de mídia no Brasil. É autor de mais de 30 livros de caráter espiritual, destacando-se os best-sellers "Nos Passos de Jesus" e "Orixás, Caboclos e Guias: Deuses ou Demônios?". Seus livros já ultrapassaram a marca de 10 milhões de exemplares comercializados, o que o torna um dos autores com maior venda de livros no Brasil. Seu blog oficial recebe mais de 4 milhões de visitas por mês.
Em 24 de maio de 1992, foi preso após um culto realizado em um antigo templo da igreja localizado no bairro paulista de Santo Amaro, acusado de charlatanismo, estelionato e curandeirismo. Ele foi solto onze dias depois, e as acusações foram posteriormente arquivadas por falta de provas. Em 2009, novamente foi alvo de denúncias, acusado pelos crimes de lavagem de dinheiro e formação de quadrilha, mas estas acusações foram anuladas porque o Tribunal de Justiça do Estado de São Paulo entendeu que a matéria deveria ser julgada pela Justiça Federal. Em 2011, fora denunciado pelo Ministério Público Federal em São Paulo pelos crimes de formação de quadrilha para lavagem de dinheiro e evasão de divisas. Em 2013 ele ainda estava sendo processado por autoridades norte-americanas, bem como as autoridades venezuelanas por fraude e lavagem de dinheiro.
Foi apontado pela revista norte-americana Forbes como o pastor mais rico do Brasil, quando a publicação estimou seu patrimônio em 1,1 bilhão de dólares, sendo a maior parte decorrente da propriedade da RecordTV. No entanto, Edir afirma não participar dos lucros ou de quaisquer outros recursos financeiros provenientes da emissora, e que os mesmos seriam reinvestidos na própria empresa, tendo declarado à revista IstoÉ que seu sustento viria da igreja através da "ajuda de custo" paga a pastores e bispos pela instituição e dos direitos autorais dos seus livros. Em 2018 e 2019, estrearam nos cinemas os dois filmes de sua cinebiografia Nada a Perder, inspirada em sua trilogia de livros autobiográficos de mesmo nome. O filme tornou-se a maior bilheteria do cinema brasileiro.

## Biografia

### Infância e adolescência

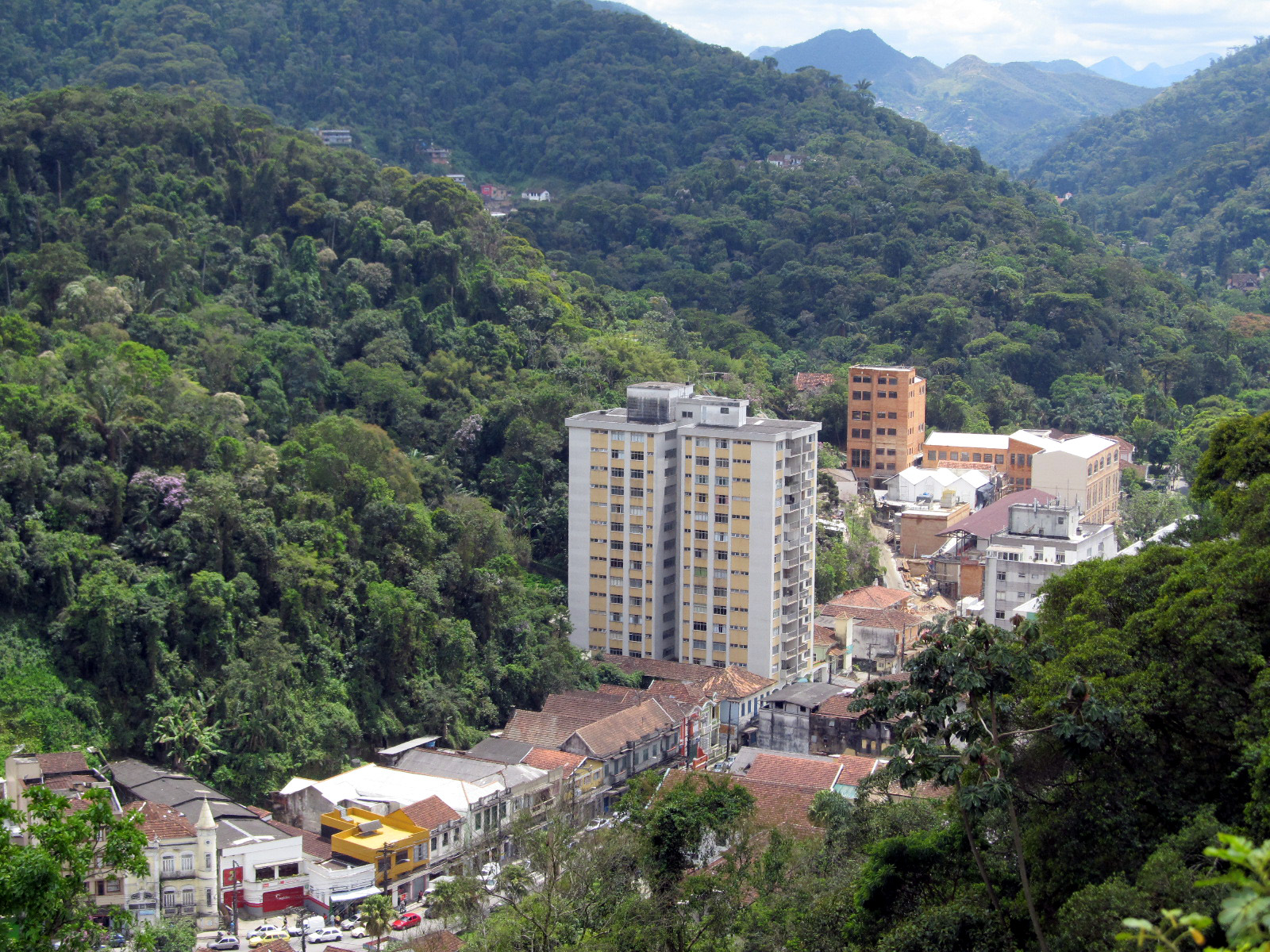
Centro de Petrópolis, cidade onde Edir viveu sua infância.

Edir Macedo Bezerra é filho de Henrique Francisco Bezerra e Eugênia de Macedo Bezerra. Nasceu em 18 de fevereiro de 1945, na cidade de Rio das Flores no estado do Rio de Janeiro. Teve seis irmãos, Eris, Elcy, Eraldo, Celso e Edna. Após o nascimento dele, Henrique Francisco abriu sem sucesso um comércio de cooperativa, anos depois a família se mudou para a cidade de Petrópolis. Aos 11 anos, ele parou de estudar para ajudar o pai em um bar. Aos 15 anos, mudou novamente para a cidade de Simão Pereira, onde voltou aos estudos. Tempos depois, fizeram mais uma transferência em definitivo, para a cidade do Rio de Janeiro. A família de Edir era católica praticante, e ele praticou a religião durante a juventude, até se converter ao protestantismo evangélico aos 19 anos.
Descendente de judeus ibéricos, seu sobrenome "Bezerra" é de origem cristã-nova, e a família Macedo foi reconhecida pelo governo espanhol como sendo de origem judia sefardita. Uma avó de Edir era italiana. Aos 16 anos, Macedo concluiu o ginásio e conseguiu um emprego em um escritório administrativo. A partir de 1963, ele iniciou a carreira de funcionário público numa loteria do estado do Rio de Janeiro, a Loterj. Após 10 anos de carreira na loteria, foi contemplado com um diploma de bons serviços prestados. Anos depois, foi promovido a chefe de tesouraria. Estudou matemática na Universidade Santa Úrsula e, posteriormente, transferiu-se para a Universidade Federal Fluminense, onde cursou por mais um tempo. Trancou os estudos na Universidade e estudou até o segundo ano na Escola Nacional de Ciências Estatísticas, mas parou novamente os estudos por causa do trabalho. Aos 25 anos, passou a trabalhar em 2 empregos ao mesmo tempo, um na Loteria e o outro como pesquisador do censo econômico de 1970, no Instituto Brasileiro de Geografia e Estatística (IBGE). Edir foi servidor público por 16 anos, tendo pedido demissão para pregar o evangelho num coreto onde, posteriormente, fundaria a Igreja Universal do Reino de Deus.

### Casamento com Ester Bezerra
Edir Macedo casou-se com Ester Eunice Rangel Bezerra, que conhecera na Igreja Nova Vida. Ambos eram colegas na igreja, e Ester pediu ajuda em matemática, para a prova do concurso público para um banco estadual. As aulas nunca de fato aconteceram e o romance se desenvolvera rapidamente. Em oito meses, namoraram, noivaram e casaram-se, com a cerimônia de casamento ocorrendo em 18 de dezembro de 1971. A primeira filha do casal, Cristiane Cardoso, nasceu em 1973, e Viviane Freitas, a segunda filha, nasceu em 1975. Moisés Bezerra, filho adotivo de Edir e Ester Bezerra, nasceu em 1990.

## Conversão ao protestantismo e a criação da Igreja Universal
Edir Macedo teve criação católica e com 19 anos de idade se converteu ao protestantismo evangélico. Macedo começou a frequentar cultos evangélicos por influência de sua irmã mais velha, Elcy, que foi a primeira da família a tornar-se evangélica. Ela tinha problemas de saúde, quando a mãe Eugênia decidiu por levar a filha à padres e até em centros espíritas. Sem solução, Elcy ouviu na rádio um bispo canadense chamado Robert McAlister, fundador da Igreja Cristã de Nova Vida. Segundo Elcy, ela se curou de asma, e isso ajudou Edir a meditar sobre a Bíblia, dias após passar a frequentar a igreja Nova Vida, localizada na sede da Associação Brasileira de Imprensa, no centro da cidade do Rio de Janeiro.
Em 1975, decidiu fundar sua instituição religiosa, chamada de "Cruzada do Caminho Eterno", que depois mudou para "Casa da Benção". Nos anos seguintes, mudaria seu nome em definitivo para "Igreja Universal do Reino de Deus". Edir pregava aos sábados à tarde num coreto na Praça Jardim do Méier. Era usado um teclado simples, um microfone, uma caixa de som e uma bíblia nas atividades de evangelismo, e o público era formado por poucas pessoas. Tempos depois, as reuniões passaram a ser realizadas em um antigo cinema chamado de Bruni Méier. Posteriormente, estas passaram a ser num local ainda maior, o cine Ridan, no bairro da Piedade, na zona norte do Rio de Janeiro. Edir fazia incursões em vários outros locais, como o Largo do Anil, no bairro Cidade de Deus, e em outros locais pobres.
Edir Macedo começou a pregar o evangelho junto com seu cunhado, Romildo Ribeiro Soares, mais conhecido como R. R. Soares. Romildo casou-se com Madalena, a irmã mais nova de Edir. Ele e Romildo dividiam a direção das reuniões. Segundo relatos de Edir, Romildo (o qual era o líder da igreja à época) permitia que ele fizesse as reuniões quando o número de pessoas era baixo, o que o fez acostumar-se a pregar para poucas pessoas e a atrair um número maior de adeptos à denominação religiosa.
À época, Edir Macedo exercia atividades profissionais na Loteria do Rio de Janeiro, mas optou por se desligar do funcionalismo público e dedicar-se ao cargo de pastor. Ele passou a alugar um prédio de uma antiga funerária no bairro da Abolição, encontrado por meio da ajuda de um amigo, Albino da Silva, e sua mãe atuou como fiadora do aluguel. Em 7 de julho de 1977, o primeiro culto da Igreja Universal do Reino de Deus foi realizado, sendo que na época esta ainda se chamava "Casa da Bênção". A data é considerada pela instituição como o dia de sua fundação, mesmo com a diferença de nome.
Com o crescente número de novos adeptos, Edir Macedo abriu outros templos da IURD no Rio de Janeiro. O segundo a ser aberto foi na mesma avenida onde ocorrera a abertura do primeiro, no bairro da Abolição, mas com uma capacidade maior, para 2 mil pessoas. Logo depois, Macedo abriu mais um templo no bairro Padre Miguel, e na sequência, outros foram abertos em Grajaú, Campo Grande, Duque de Caxias e Nova Iguaçu, na Baixada Fluminense.

### Expansão da IURD e o rompimento com R. R. Soares
Em 7 de junho de 1980, quando já haviam reunido quinze pastores, R. R. Soares e Edir Macedo decidiram romper a administração conjunta da Igreja Universal do Reino de Deus. O modo de pensar e a compreensão de Romildo era diferente da de Edir. Enquanto Macedo ministrava e tentava a expansão da igreja, nos Estados Unidos, Soares, visando a expansão no Brasil, contratou pastores de outras denominações. Esta atitude contrariou Macedo, que sempre foi contra tal integração, pois seu intuito era criar uma denominação sem associar-se às igrejas pentecostais tradicionais, além de que, segundo Macedo, Soares não cumpria com os compromissos financeiros da igreja no Brasil, e centralizava a imagem do "Missionário R. R. Soares".
Macedo e Soares decidiram realizar uma eleição entre os 15 pastores presentes em uma assembleia excepcional: caso Soares obtivesse a maioria dos votos, a Igreja Universal apoiaria o trabalho evangelístico deste. Por conseguinte, se Macedo fosse o detentor desta maioria, a IURD apoiaria a obra missionária do bispo no estado de Nova Iorque. Foram doze votos a favor de Edir Macedo e três votos contrários, e Soares então resolveu se desligar, fundando a Igreja Internacional da Graça de Deus. Nesta separação, ocorrida de comum acordo, Soares ficou com os direitos autorais dos livros do reverendo americano Thomas Lee Osborn, adquiridos pela Igreja Universal. Tempos antes, Macedo havia presidido a primeira cerimônia de casamento realizada na IURD, em fevereiro de 1979, com o até então bispo Renato Maduro e sua esposa, Tânia Maduro. Macedo também foi o mentor de uma das primeiras tradições da igreja, a criação de eventos especiais de encontro de solteiros, para promover namoros e noivados entre os membros da igreja.
Entre os anos de 1980 e 1989, sob a administração de Edir Macedo, o número de espaços religiosos da instituição cresceu 2.600%. Nos primeiros anos, sua distribuição geográfica concentrou-se nas regiões metropolitanas do Rio de Janeiro, São Paulo e Salvador. Ademais, Edir promoveu a descentralização da instituição religiosa, expandindo-a para outras capitais brasileiras e para grandes e médias cidades. Ainda na década de 1990, Edir assegurou a presença da IURD em todos os estados do Brasil, época no qual a igreja obteve uma taxa de crescimento anual de 25,7%, indo de 269 mil para 2,1 milhões de adeptos no Brasil, principalmente entre as camadas mais pobres e menos escolarizadas da população. A partir do Brasil, Edir também levou adiante o projeto de expansão da instituição religiosa para mais de oitenta países, sobretudo nos de língua portuguesa, na América Latina e na África. Em 1998, a IURD já possuía mais de três mil templos distribuídos em mais de 50 países. Portugal, Moçambique, Angola, Argentina e a África do Sul foram as nações onde a igreja obteve uma maior aceitação. Macedo também comandou a inauguração do primeiro templo da IURD em São Paulo e em Salvador, em julho de 1980, na avenida Doutor Gentil de Moura e na rua do Tijolo, respectivamente.
| “ | A Igreja Universal é feita de pessoas para as pessoas. Graças a elas e sobretudo a Deus, chegamos aos 30 anos como o maior pronto-socorro espiritual do Brasil, e presente em outros 171 países. E, se depender delas, seremos ainda maiores. | ” |

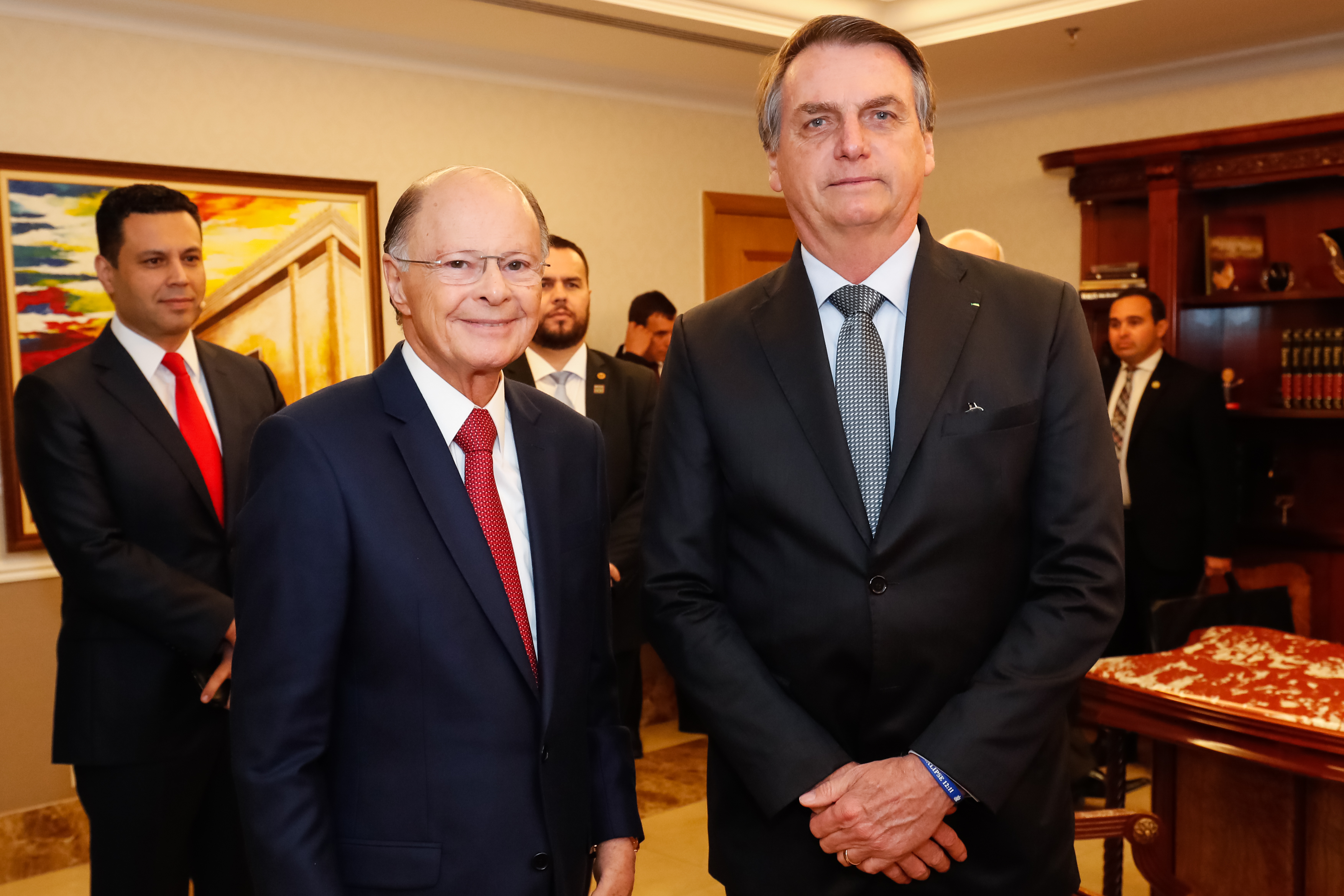
Edir Macedo e presidente Jair Bolsonaro no Templo de Salomão em 2019.

Edir Macedo adotou, nos templos da IURD, o uso de alguns símbolos do cristianismo e do judaísmo, entre eles a cruz, o candelabro, o óleo de oliva, o pão, o suco de uva que simboliza o sangue de Jesus Cristo e a inscrição da fachada no altar "Jesus Cristo é o Senhor". Ele também desenvolveu o programa "Palavra Amiga", na Rede Aleluia, mantido até hoje e voltado para os adeptos da Igreja Universal do Reino de Deus, onde ele se expressa acerca dos males da sociedade e tenta direcionar os espectadores, dando conselhos e mostrando exemplos de acontecimentos passados, todos com base na doutrina cristã. Esse áudio é repetido várias vezes durante o dia.
Edir Macedo se mantém como líder da Igreja Universal do Reino de Deus até os dias atuais, sendo que está é atualmente um dos maiores grupos neopentecostais no Brasil. Segundo estimativas do Instituto Brasileiro de Geografia e Estatística (IBGE), a IURD possui mais de 6 mil templos, 12 mil pastores e 1,8 milhão de adeptos no país. Os registros levantados e disponibilizados pela igreja afirmam que esta possui cerca de 6 milhões de adeptos e 25 mil pastores nos mais de 200 países onde está presente, destacando-se nas nações de língua portuguesa, fazendo desta a 29ª maior denominação cristã no mundo.

## Compra da Record e outros veículos de comunicação

### Início na Rádio Metropolitana e na TV Tupi

A TV Tupi Canal 6 VHF Rio de Janeiro foi a primeira aparição de Edir na TV em 1978.

Desde quando foi fundada a Universal, Edir acreditava que as atividades do evangelho dependiam de um forte veículo de comunicação em massa, no Brasil e no mundo, uma vez que as emissoras de Rádio e TV exerciam um papel importante na propagação das mensagens que ele pregava.
Poucos meses depois da criação da igreja, em 1978, um dos frequentadores da Universal conseguiu negociar 15 minutos de programação na Rádio Metropolitana, no Rio de Janeiro. O horário alugado era transmitido após o programa "Babá", da babalorixá Ivete Brum, que também era líder espiritual do candomblé à época. Inicialmente, o programa era veiculado a partir das 22h45min, sendo que este tempo de exibição foi ampliado para mais 45 minutos de programação pouco tempo depois, até chegar a 24 horas de programação diária na rádio. Ainda em 1978, Macedo passou a alugar um horário na televisão, na extinta TV Tupi Rio de Janeiro, que já tinha problemas financeiros, mas ainda detinha uma rede de afiliadas que supriam o crescimento da igreja. O programa apresentado por Edir Macedo era veiculado em 30 minutos, e recebeu o nome de "O Despertar da Fé".
Seu primeiro programa, "O Despertar da Fé", se iniciava às 7h30min, atraindo um notável público de telespectadores, em grande parte devido ao fato de as outras emissoras de televisão não exibirem nenhuma programação específica. "O despertar da Fé" era gravado às segundas-feiras, sendo cinco programas de uma única vez, com Macedo sendo o apresentador principal. O cenário usado na composição do programa era o de duas mãos unidas em posição de oração, cortados suavemente por raios solares. Neste, era feito um quadro nomeado de "Painel da Verdade", e os depoimentos veiculados no programa eram selecionados de modo rigoroso. No ano seguinte, em 1979, Edir gravou um vinil com canções do gênero gospel, dando-lhe o mesmo nome de seu programa, "O despertar da Fé". O vinil era composto pela faixa "Oramos Agora", além de uma oração, com as canções sendo tocadas durante a veiculação de seu programa. Após a falência da TV Tupi, em julho de 1980, Edir decidiu passar os programas da IURD para a Rede Bandeirantes, que os transmitia nas principais capitais brasileiras. Em 1981, já eram exibidos em mais de 20 estados do Brasil.
Na década, Edir Macedo aumentou a quantidade de horários alugados em rádio e na televisão. A primeira aquisição de um veículo de comunicação foi na Rádio Copacabana. Macedo teve que vender um imóvel próprio recentemente construído em Petrópolis, para realizar seus investimentos nos horários alugados. Nos primeiros anos, Edir apresentou pessoalmente a programação durante a madrugada e, posteriormente, foram alugadas e compradas novas estações de rádio pelo país.

### A compra da Record

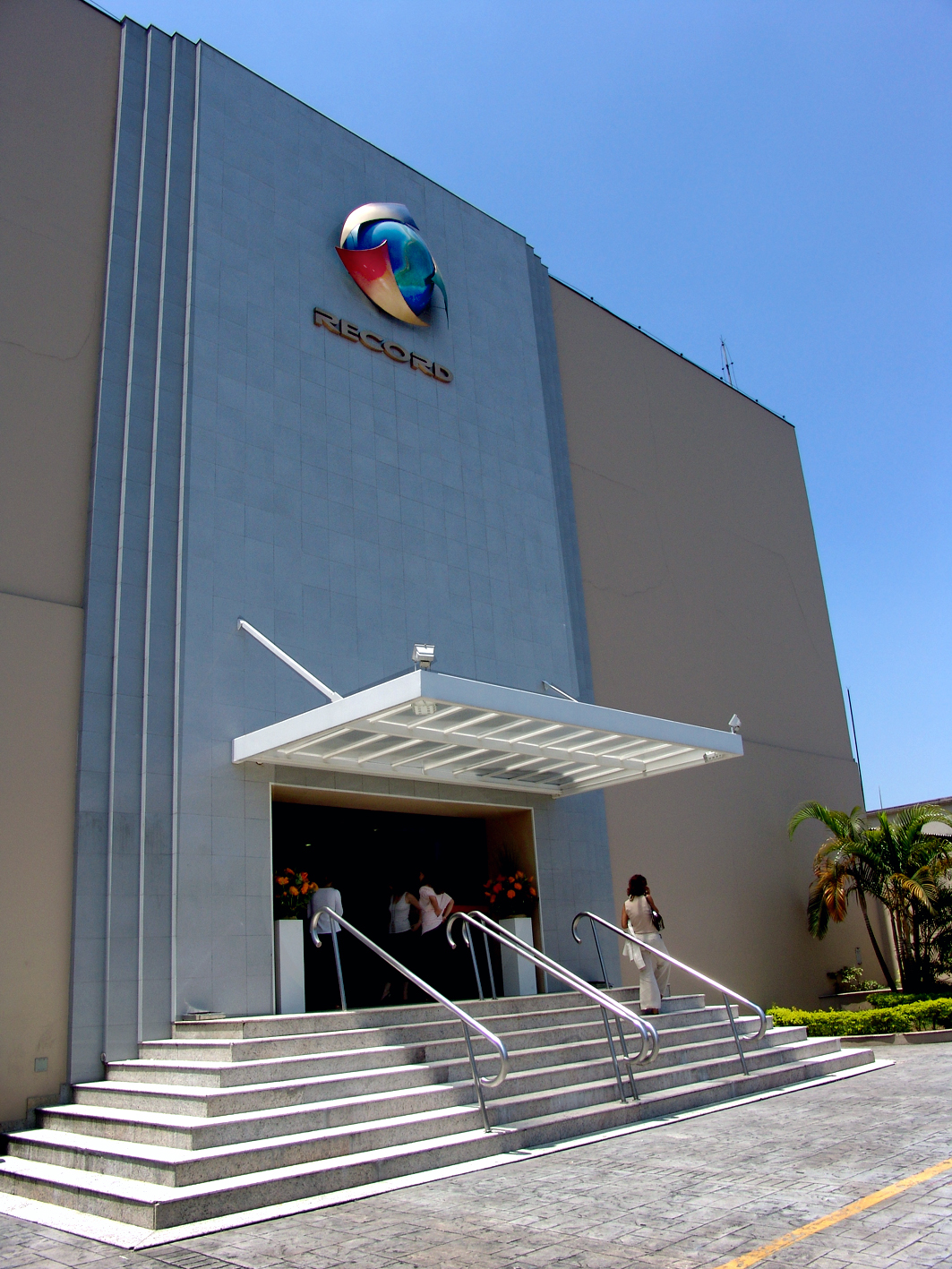
A Record foi comprada por Edir Macedo em 1989 e é atualmente uma das maiores conglomerações de mídia no Brasil.

A compra da Record começou em 1989, quando Edir Macedo residia nos Estados Unidos. Ele recebeu uma ligação de seu até então advogado e o responsável da Universal no Brasil, Paulo Roberto Guimarães, que passou para ele a notícia de que a emissora estava à venda. A empresa estava com sérios problemas financeiros, faturando 2,5 milhões de dólares anuais e com dívidas de 20 milhões. Demerval Gonçalves, pertencente ao Grupo Silvio Santos à época, foi o responsável pela venda da emissora a Edir Macedo.
Edir nomeou o pastor Laprovita Vieira para ser o intermediário da compra da Record. Laprovita fez uma reunião com Demerval na antiga sede da emissora, no bairro de Moema, em São Paulo. A negociação foi rápida. Em sua autobiografia, Macedo afirma que foram feitas várias reuniões, mas que ele não se apresentou de imediato, pois tinha receio da oferta ser superfaturada ou até mesmo negada por causa de intolerância religiosa por parte dos antigos sócios - Silvio Santos e a família Paulo Machado de Carvalho. Macedo apareceu apenas quando não conseguiram pagar a segunda metade da entrada. Foi feita uma reunião com advogados de ambas as partes, que contou com a presença de Laprovita, Edir, Silvio Santos e seu sócio. Durante uma desinteligência sobre os prazos e valores a pagar, Edir se manifestou perante a reunião, identificando-se como "Bispo Macedo" e assumindo ser o responsável pela compra. O valor requerido foi aceito por ambas as partes, tanto por Edir Macedo quanto pelo representante de Silvio Santos. Dias após, Silvio Santos mostrou-se arrependido da venda, mas estava preso ao sinal que fora dado pela emissora e pelos seus passivos a quitar. Edir procurou pessoalmente Silvio para tentar, mais uma vez, negociar a compra da emissora. Silvio e seu sócio estavam ainda sem condições de pagar as dívidas da Record, os credores ameaçavam pedir a falência da emissora. A justiça ordenou que o dinheiro fosse segurado, com sua liberação sendo possível apenas com o contrato em vigência.
O Plano Collor, criado em março de 1990, ajudou Edir a quitar as parcelas da compra da emissora. Com o confisco da caderneta de poupança, o dólar se desvalorizou de forma acentuada em frente ao Cruzado novo (NCz$). Em consequência, o valor das parcelas também foi diminuído, pois estava acordado na moeda estrangeira. Foram quitadas até três parcelas num único mês. Antes de 1992, toda a dívida adquirida por Macedo na compra da emissora estava quitada.
Depois da compra da emissora, Macedo deveria ganhar a concessão de controlar a emissora, que é dada exclusivamente pelo governo federal, por se tratar de uma atividade controlada pela Estado. O documento foi enviado para a Secretaria de Comunicação, hoje nomeada de Ministério das Comunicações, para ser assinado pela até então presidente do Brasil, Fernando Collor de Mello. A concessão da Record teria sido alvo de pedido de propina, feita pelo então tesoureiro da campanha eleitoral de Collor, PC Farias. Edir Macedo confirma, em suas declarações públicas, o pedido de propina por parte de PC Farias, afirmando, entretanto, que a concessão de controle da emissora foi assinada por Fernando Collor sem o pagamento da referida propina. De acordo com o livro, O Bispo - A História Revelada de Edir Macedo, explica o motivo do atraso da concessão da Record ao Edir. O ex-ministro de Infra-estrutura do governo Collor, José Eduardo Cerdeira de Santana, que afirma que alguns grupos de comunicação tentaram influenciar a não assinatura do até então presidente do Brasil. Ele cita a família Mesquita, do Grupo Estado e o Grupo Abril. José Carlos Martinez também tinha interesse em comprar a Record e era contrário a concessão. Segundo uma publicação no Jornal Folha de S.Paulo em 19 de agosto de 1991, Martinez tentou fazer acordo com Macedo para ter alianças com a emissora recém comprada.
Depois de ter assumido a direção da emissora, gerenciou a Record pessoalmente por alguns meses. Mas isso, segundo ele, começou a atrapalhar a administração da Universal. Não tendo como administrar televisão e igreja, escolheu Honorilton Gonçalves, que tinha começado na Universal como pastor e bispo no Brasil e em algumas regiões da África, para se dedicar à administração da emissora.
Macedo e a direção da Record, não sabiam o que fazer com a programação da emissora por durante 2 anos, se faria uma programação comercial ou uma igreja eletrônica. Atualmente a emissora é um dos maiores conglomerados de mídia do Brasil formando o Grupo Record que conta a RecordTV com todas as 106 emissoras afiliadas e a Record News, líder em audiência em seu segmento no país, o jornal Correio do Povo, o site R7 entre outras publicações e empresas. A Record faturou em 2013 2,25 bilhões de reais.

## Livros, filmes e trilhas sonoras

Capa da primeira edição do livro Orixás, Caboclos e Guias: Deuses ou Demônios?, um dos mais bem-sucedidos títulos de Edir Macedo.

Edir Macedo é autor de dezenas de livros de caráter espiritual, destacado-se Nos Passos de Jesus que já vendeu mais de três milhões de exemplares. E Orixás, Caboclos e Guias: Deuses ou Demônios?, com a maior tiragem de um livro evangélico já publicado no Brasil, com mais de 3 milhões em vendas.
Seus livros já ultrapassaram a marca de 10 milhões de exemplares vendidos. Edir Macedo juntamente com o escritor Paulo Coelho são os autores que mais vendem livros no Brasil.
A primeira biografia de Edir, foi lançado em 2007, com o nome O Bispo - A História Revelada de Edir Macedo. Os autores foram Douglas Tavolaro, vice-presidente de jornalismo da Rede Record; e Christina Lemos, repórter especial da emissora em Brasília. O livro publicado em outubro de 2007 pela editora Larousse teve sua tiragem inicial de 700 mil exemplares.
Sua autobiografia Nada a Perder ganhou 3 volumes ao todo. A primeira edição vendeu mais de 1 milhão de exemplares em 5 meses e foi o título mais vendido no Brasil em 2012. Nessa edição Edir conta como a prisão influenciou sua vida. A sua continuação o Nada a Perder 2 - Meus Desafios Diante do Impossível foi lançado em agosto de 2013 e também ficou na lista de livros mais vendidos do Brasil no ano. O terceiro e último volume, Nada a Perder 3 foi lançado em outubro de 2014. Em nove semanas de vendas, o livro foi comercializado mais de 752 mil exemplares, sendo o livro mais vendido no Brasil em 2014, superando assim o título A Culpa É das Estrelas.
A trajetória do livro teve repercussão por parte da mídia internacional, como o jornal The New York Times. Na África do Sul, o evento reuniu mais de 165 mil pessoas no Estádio Ellis Park e seu estádio vizinho. Ao todo, a trilogia já vendeu cerca de 4 milhões ao todo.
Também lançou álbuns musicais, como "As Canções Preferidas do Bispo Macedo" em 7 edições, tendo o terceiro recebido certificação de Ouro pelos mais de 100 mil exemplares vendidos no Brasil, segundo a ABPD – Associação Brasileira dos Produtores de Discos.
Em 29 de março de 2018 foi lançada sua cinebiografia Nada a Perder, baseada em sua biografia homônima, em mais de 1300 salas de cinemas de todo o Brasil. Antes mesmo da estreia, vendeu mais de 4 milhões de ingressos, tornando-se o filme mais visto do país em 2018.

## Formações e títulos
Edir Macedo é graduado em teologia pela Faculdade Evangélica Seminário Unido e pela Faculdade de Educação Teológica no Estado de São Paulo (FATEBOM). Possui mestrado em ciências teológicas pela Federación Evangélica Española de Entidades Religiosas em Madri (Espanha) e tem o título de doutorado em teologia, filosofia cristã e Honoris Causa em divindade. Possui um bacharelado incompleto em matemática pela Universidade Federal Fluminense (UFF). Entre 1973 e 1974 frequentou aulas do curso de Estatística oferecido pela Escola Nacional de Ciências Estatísticas (ENCE), entidade federal ligada ao Instituto Brasileiro de Geografia e Estatística (IBGE).
Macedo também possui vários títulos, como cidadão Benemérito do Estado do Rio de Janeiro (conferido pela Assembleia Legislativa, conforme a resolução 41/1987); Medalha Tiradentes (conferida pela Assembleia Legislativa do Estado do Rio de Janeiro); Cidadão Petropolitano (Câmara Municipal de Petrópolis - RJ); Cidadão Paulistano (Câmara Municipal de São Paulo); Medalha de Vermeil; Ministro de Capelania Internacional nos Estados Unidos (conferido em 2014 pela C.E.L.A. International University); Medalha Jerusalém de Ouro (conferida em 2019 pelo embaixador de Israel no Brasil, Yossi Shelley).

## Controvérsias

### Prisão em 1992
"Convenço-me sobre os nefastos e malsinados efeitos que redundam na eventual liberdade do agente, propagando-se a doutrina e contando com a colaboração de massas enfileiradas de pessoas incautas e incultas, com o propósito notadamente mercantilista".

—Justificativa do juiz Henrique Abraão.
Em 1992, após um culto de domingo na antiga catedral da Universal no bairro de Santo Amaro, em São Paulo, várias viaturas da Polícia Civil cercaram o carro de Edir e o levaram ao 91º Distrito Policial, localizado no bairro da Vila Leopoldina. Ele foi acusado de charlatanismo, estelionato e curandeirismo.
Houve várias tentativas por parte dos advogados, Campos Machado e Márcio Thomaz Bastos, que viria a ser Ministro da Justiça no Governo Lula, para pedir um habeas corpus. Eles diziam que a cadeia era uma medida "violenta e inconstitucional, sem nenhuma justificativa, mesmo porque, se o bispo for condenado, terá direito a prisão domiciliar, pois é primário e tem bons antecedentes". Após a prisão, artistas e políticos questionaram-na, entre eles Lula e o jogador de futebol Pelé.
Outros políticos brasileiros de esquerda uniram-se na crítica à decisão da Justiça. Aloysio Nunes Ferreira, até então deputado federal pelo PSDB, também visitou a cadeia onde Macedo estava preso, repudiando a citação. O primeiro pedido para soltar Edir Macedo foi negado. Várias pessoas passaram a noite na porta do 91º DP. 7 dias após, a delegada de plantão Sílvia Souza Cavalcanti viu a indignação dos manifestantes e pediu ao bispo que ele gravasse uma mensagem para a rádio para acalmar as pessoas, e Macedo se manifestou: "Só peço às pessoas que fazem parte desta família Universal do Reino de Deus que orem e façam jejum para que venhamos a sair daqui o mais rápido possível. Que Deus, no tempo certo, venha nos livrar e possamos então comungar juntos a fé cristã. Eu quero agradecer o carinho de todos nestes momentos difíceis. Conto com a oração de cada um. Muito obrigado." Edir Macedo ficou preso por 11 dias, mas livrou-se das acusações. Anos depois, a foto de Edir Macedo na prisão ilustrou sua primeira biografia: O Bispo: A História Revelada de Edir Macedo, lançada em 2007.
Em seu livro Nada a Perder, Edir Macedo responsabiliza a Igreja Católica pela sua detenção. Para reforçar a tese de que foi vítima de uma conspiração do Vaticano, ele conta ter visto um "homem de batina" fazendo anotações durante seu depoimento ao juiz que havia decretado sua prisão. O segundo pedido de habeas corpus também foi negado. Edir também declara em seu livro Somos Todos Filhos de Deus? que a sua prisão foi armada entre o Governo Federal, o Governo do Estado de São Paulo, um juiz, um promotor e um delegado, sob o patrocínio da Rede Globo para o seu programa principal de domingo, o Fantástico.
Em 1992, vários fiéis ficaram em frente ao Palácio 9 de Julho, sede da Assembleia Legislativa do Estado de São Paulo, com frases "Queremos Justiça!". Dias depois eram mais de 3 mil. As pessoas que lá estavam oraram e cantaram. Dentro do prédio, mais de trezentos pastores de mais de 30 outras igrejas evangélicas pediam que Edir fosse solto. Foi feito um abaixo-assinado exigindo respeito à Constituição brasileira, que garante liberdade religiosa. O Tribunal de Justiça de São Paulo julgou o terceiro pedido de libertação ao bispo. Em plenário, Thomaz Bastos disse que não havia base para manter a prisão. O advogado recorreu a quatro justificativas para acabar com a prisão provisória: o bispo Macedo tinha bons antecedentes, residência fixa, família e não havia se recusado, em nenhum instante, a dar esclarecimentos sobre as acusações. A discussão durou quinze minutos. Os desembargadores decidiram por 3 votos a zero pela libertação do bispo.

### Religiões afro-brasileiras
Em 2005, a 4ª Vara Federal da Seção Judiciária da Bahia, atendendo pedido do Ministério Público Federal do Estado, determinou a suspensão da venda e da circulação do livro Orixás, Caboclos e Guias: Deuses ou Demônios?, de Edir Macedo. Segundo os procuradores da República, autores da Ação Civil Pública, trata-se de obra "impregnada de afirmativas preconceituosas e discriminatórias deferidas contra outras formas de manifestações religiosas e credos, em especial aos cultos afro-brasileiros".  Para a juíza Nair Cristina de Castro, o livro de Edir Macedo, do qual já haviam sido vendidos mais de 2,5 milhões de exemplares, "extrapola os lindes da liberdade religiosa (...), na medida em que não se restringe à explanação e divulgação das idéias próprias à religião que é adotada por quem o escreveu, mas sim se predispõe a tratar pejorativamente outra religião e seus adeptos, incitando à discriminação". Alguns dos trechos do livro qualificam a Umbanda, a Quimbanda e o Candomblé como "seitas demoníacas", responsáveis pelo subdesenvolvimento do país (como no trecho: "Se o povo brasileiro tivesse os olhos bem abertos contra a feitiçaria, a bruxaria e a magia, oficializadas pela umbanda, candomblé, kardecismo e outros nomes (...), certamente seríamos um país bem mais desenvolvido.") e por adotar o uso de substâncias entorpecentes. Os procuradores da República propuseram ainda um aditamento à Ação Civil Pública para requerer uma indenização por danos morais coletivos. O valor estimado é de R$ 10 milhões. Mas um ano depois o Tribunal Regional Federal da 1ª Região, em Brasília, liberou a venda com a justificativa de que a proibição contraria o princípio da liberdade de expressão, garantido pela Constituição Federal Brasileira. Edir também não recomenda a miscigenação e até o casamento de pessoas de etnias diferentes.

### Formação de quadrilha, lavagem de dinheiro e evasão de divisas
Em 2009, novamente foi alvo de denúncias, desta vez pelo Ministério Público de São Paulo. A ação criminal foi aberta pelo juiz Gláucio de Araujo, da 9ª vara criminal de SP, na qual acusa o bispo e mais nove pessoas ligadas a ele. Todos foram acusados pelos crimes de lavagem de dinheiro e formação de quadrilha. O juiz determinou que os réus respondessem à acusação, por escrito, num prazo de dez dias. O promotor do Gaeco Roberto Porto se recusou a comentar o caso, explicando que corre em segredo de justiça.
Contudo, no dia 19 de outubro de 2010, foram anuladas todas as acusações do Ministério Público do Estado de São Paulo contra Edir Macedo e mais nove pessoas, porque o Tribunal de Justiça do Estado de São Paulo entendeu que a matéria deveria ser julgada pela Justiça Federal. Assim, o processo inteiro foi anulado. Em maio do mesmo ano, o presidente do Tribunal de Justiça de São Paulo já havia anulado algumas provas apresentadas pela promotoria em razão de erro de condução pelos promotores do caso por solicitarem cooperação internacional para investigar os acusados.
Em setembro de 2011, a Justiça Federal aceitou parte das denúncia do Ministério Público Federal em São Paulo contra o bispo Edir Macedo e outros três integrantes da cúpula da Igreja Universal do Reino de Deus, que passaram então a responder pelos crimes de formação de quadrilha para lavagem de dinheiro e evasão de divisas. As denúncias de estelionato contra os fiéis da igreja e falsidade ideológica foram rejeitadas, mas o Ministério Público Federal anunciou que recorreria contra a rejeição dessas acusações. A denúncia do MPF havia sido apresentada no dia 1º de setembro pelo procurador da República Sílvio Luís Martins de Oliveira e também utiliza fatos que foram levantados pela investigação do Ministério Público Estadual.
Em novembro de 2013, num processo envolvendo fraude na venda de uma emissora em Santa Catarina, o Tribunal Regional Federal da 4ª Região (TRF4) absolveu Macedo dos crimes de uso de documento falso e falsidade ideológica.
Após oito anos em tramitação na Justiça, uma ação que investigava por lavagem de dinheiro o bispo Edir Macedo, líder da Igreja Universal do Reino de Deus (IURD), prescreveu, sem uma sentença para o caso. A ação penal era uma das principais investigações que envolvem o bispo e a IURD em crimes financeiros. A acusação de lavagem de dinheiro aguardava, desde julho de 2018, a sentença da juíza Silvia Maria Rocha, titular da 2ª Vara Criminal da Justiça Federal de São Paulo, especializada em crimes financeiros. O líder religioso e outros três integrantes da igreja também foram denunciados, no mesmo processo, por outros dois crimes: enviar remessas de dinheiro de forma ilegal ao exterior e por formação de quadrilha — mas também essas acusações foram consideradas prescritas, nestes casos, em fevereiro de 2018.

### Fortuna e posses
Em janeiro de 2013, foi apontado pela revista Forbes como o pastor mais rico do Brasil, tendo seu patrimônio estimado em quase 2 bilhões de reais. A Igreja Universal e Edir Macedo contestaram tal afirmação, dizendo que, embora a Rede Record seja de sua propriedade, Edir não seria remunerado nem participaria dos lucros ou quaisquer outros recursos financeiros provenientes da emissora e que os mesmos seriam reinvestidos na emissora. Seu sustento viria da igreja através da "ajuda de custo" paga a pastores e bispos pela instituição e dos direitos autorais dos seus livros. É proprietário de um avião privado avaliado em 45 milhões de dólares. Em 2013 o Grupo Record comprou 49% do Banco Renner.

### Tráfico de crianças
Em dezembro de 2017, uma série de reportagens produzida pelo canal português de TV a cabo TVI24 revelou que Edir Macedo, sua família  e a Igreja Universal do Reino de Deus mantiveram uma rede de tráfico internacional de crianças em Portugal, onde diversas crianças foram retiradas ilegalmente do convívio com os seus pais biológicos e foram posteriormente entregues a membros da Igreja Universal, inclusive às próprias filhas de Edir Macedo, Cristiane Cardoso e Viviane Freitas.

### Aborto
A IURD é a única igreja cristã dentro do núcleo católico e evangélico que apoia o aborto induzido. Essa posição não é declarada por dogmas da referida igreja, entretanto, após publicação de sua biografia e entrevistas sobre o livro, o Bispo Edir Macedo, líder da igreja, declara que seria o referido método uma alternativa contra a violência. "Sou a favor do direito de escolha da mulher. Sou a favor do aborto, sim. A Bíblia também é", diz o bispo Edir Macedo, usando como base bíblica uma passagem do livro de Eclesiastes.
«Se alguém gerar cem filhos, e viver muitos anos, de modo que sejam muitos os dias da sua vida, porém a sua alma não se fartar do bem, e além disso não tiver sepultura; digo que é melhor do que ele um aborto, pois vem debalde e volta para as trevas, e de trevas se encobre o seu nome.» (Eclesiastes 6:3–3)
O bispo acredita que muitas mulheres põem suas vidas em risco ao procurar realizar um aborto de forma ilegal, sem assistência médica. Segundo o bispo, a lei não evita que a mulher aborte, mas faz com que elas procurem as maneiras mais impróprias para o ato. O bispo também diz que é uma hipocrisia apontar o pecado de quem aborta, sendo que o erro começa na banalização do sexo, na desinformação, e nos inúmeros fatores que levam um casal a se relacionar, e que as crianças acabam sendo abandonadas no mundo à própria sorte pela inconsequência e irresponsabilidade de adultos despreparados.
Permitir que uma criança indesejada venha ao mundo em uma família desestruturada, sem condições de lhe oferecer uma vida minimamente digna, expondo-a à violência, maus tratos, perda da autoestima e tantas outras mazelas, não significa dar um ser à luz, mas sim condená-lo à morte— Bispo Macedo
Nas primeiras semanas de transmissão da Record News, uma das propagandas veiculadas foi o direito de escolha da mulher em fazer o aborto induzido.
Entre os argumentos pró-aborto ao jornal Folha de S.Paulo, relata sobre a posição do líder da IURD: “O que é menos doloroso: aborto ou ter crianças vivendo como camundongos nos lixões de nossas cidades, sem infância, sem saúde, sem escola, sem alimentação e sem qualquer perspectiva de um futuro melhor?”
Também associa a prática do aborto ao planejamento familiar, e defende que tal prática diminuiria a violência no país, no qual ele diz "Por que a resistência ao planejamento familiar? Acredito, sim, que o aborto diminuiria em muito a violência no Brasil, haja vista não haver uma política séria voltada para a criançada."
Tal atitude obteve inicialmente reação dos grupos de apologética cristã, entre eles o CACP, que publicou uma matéria com posicionamento do líder Edir Macedo, defensor do aborto induzido e do uso de embriões humanos pela medicina. Posteriormente, a Record também assumiu tal posicionamento. Em entrevista à Veja, o vice-presidente da Record disse que a posição da emissora de TV era orientação do líder Edir Macedo, que teria pedido que a emissora buscasse conscientizar a sociedade acerca "da importância da mulher poder decidir sobre seu próprio destino".
O pastor João Flávio Martinez se diz contrário à posição de Edir de defender o aborto, e defende que nada do que está escrito na Bíblia é de dar o direito da mulher ao aborto. E conclui que cabe a Macedo explicar com maiores detalhes sua opinião.

### Pandemia de COVID-19
Proprietário da RecordTV e fundador da Igreja Universal do Reino de Deus, o bispo evangélico Edir Macedo apareceu em vídeo endossando um médico que desacredita da gravidade da COVID-19. Acusando a mídia e Satanás de espalharem o medo, o líder religioso afirmou: "Meu amigo e minha amiga, não se preocupe com o coronavírus. Porque essa é a tática, ou mais uma tática, de Satanás. Satanás trabalha com o medo, o pavor. Trabalha com a dúvida. E quando as pessoas ficam apavoradas, com medo, em dúvida, as pessoas ficam fracas, débeis e suscetíveis. Qualquer ventinho que tiver é uma pneumonia para elas". Macedo se recusava a interromper os cultos presenciais pelo país, assim como o pastor Silas Malafaia, líder da Assembleia de Deus Vitória em Cristo. Dom Odilo Scherer, arcebispo de São Paulo, também defendeu que as igrejas continuassem abertas, mas com um maior número de celebrações litúrgicas por dia, na tentativa de prevenir grandes aglomerações.

### Homossexualidade
Em janeiro de 2012, um vídeo com Macedo segurando um chicote e expulsando supostos demônios de um jovem gay gerou protestos da comunidade homossexual, conforme o Pavablog. O vídeo era de uma transmissão ao vivo da antiga IURD TV (hoje TV Universal), onde Macedo estava com o bispo Clodomir Santos e outros líderes da Universal. Durante o exorcismo, Macedo gritava para os supostos demônios saírem do jovem. Ao final, Macedo percebia uma mudança no comportamento do rapaz, que se dizia agradecido e alegava se sentir melhor.

Na noite de Natal de 2022, Macedo foi ao ar em um especial da RecordTV, da qual é dono, onde comparou gays e lésbicas a "bandidos" e "ladrões", colocando-os em uma lista de pessoas ligadas ao "mal":
"Você não nasceu mau. Ninguém nasce mau. Ninguém nasce ladrão, ninguém nasce bandido, ninguém homossexual ou lésbica. Ninguém nasce mau, todo mundo nasce perfeito com a sua inocência, porém, o mundo faz das pessoas aquilo que elas são quando elas aderem ao mundo."
Após a fala, a Aliança Nacional LGBTI+ e Associação Brasileira de Famílias Homotransafetivas (Abrafah) protocolaram notícia-crime junto ao Grupo Especializado no Atendimento à Vítima de Crimes Raciais e Delitos de Intolerância (Geacri) da Polícia Civil de Goiás.
Em novembro de 2024, o bispo e a emissora foram condenados pela Justiça Federal do Rio Grande do Sul a pagar uma indenização de 800 mil reais por danos morais coletivos devido ao comentário. De acordo com a decisão da 10ª Vara Federal de Porto Alegre, Macedo foi condenado à pena de multa de 500 mil reais e a emissora, de 300 mil.

### Escolaridade feminina
Em setembro de 2019, Macedo defendeu em um culto a ideia de que a mulher não deve ter mais estudo que o marido. Essa declaração gerou grande reação negativa, com muitos criticando a visão sexista e misógina do bispo. A afirmação foi vista como uma tentativa de reforçar papéis de gênero tradicionais e limitar as oportunidades de educação e desenvolvimento das mulheres. A controvérsia reacendeu debates sobre igualdade de gênero, direitos das mulheres e a influência da religião na sociedade.

### Secundária
- Rodrigues, Donizete. «Macedo, Edir». In:  Clarke, Peter B. Encyclopedia of New Religious Movements. Londres: Routlege. pp. 379–380. ISBN 9780415267076. Consultado em 6 de dezembro de 2015
- Swatowiski, Claudia Wolff (2007). «Texto e contextos da fé: o discurso mediado de Edir Macedo». Religião & Sociedade. 27 (1): 114-131. ISSN 0100-8587. doi:10.1590/S0100-85872007000100006

### Primária
- Macedo, Edir (2012). Nada a perder. 1 1 ed. São Paulo: Planeta. 240 páginas. ISBN 9788576658931
- Macedo, Edir (2013). Nada a Perder 2. 2 1 ed. São Paulo: Planeta. 288 páginas. ISBN 9788542201390
- Macedo, Edir (2014). Nada a Perder 3. 3 1 ed. São Paulo: Planeta. 238 páginas. ISBN 9788542204148
- Tavolaro, Douglas; C Lemos (2007). O Bispo. A História Revelada de Edir Macedo. [S.l.]: Larousse. 276 páginas. ISBN 9788576352655